# ジュディ 虹の彼方に
『ジュディ 虹の彼方に』（ジュディ にじのかなたに、原題：Judy）は、2019年のイギリス・アメリカ合作のジュディ・ガーランドの伝記映画。監督はルパート・グールド、主演はレネー・ゼルウィガーが務めた。本作は2005年に初演されたピーター・キルター脚本の舞台劇『エンド・オブ・ザ・レインボー』を原作としている。
ゼルウィガーは全ての歌唱シーンを本職の歌手による吹き替えなしでこなしており、その演技はキャリアベストと絶賛されている。

## ストーリー
1939年のハリウッド。13才のジュディ・ガーランドはMGM制作ミュージカル映画『オズの魔法使』の主役に抜擢され、スターダムへと駆け上がった。しかし、痩せ薬として飲まされたアンフェタミンへの依存など、劣悪な待遇で酷使されるジュディ。長じては酒に溺れ、遅刻癖や撮影の放棄、結婚・離婚の繰り返し等で信用を失い、ジュディはMGMを解雇された。
1960年代、二人の幼い子供を抱えたジュディは、住む家もなく高級ホテル暮らし。だが、宿泊費の滞納で次々と出入り禁止になる生活を続けていた。行き場がなく、長女ライザ・ミネリの豪邸に立ち寄るジュディ。すでにミュージカル女優として名を馳せているライザは、前の前の夫の娘だ。弱みを見せられず、強がるジュディ。
1968年、子供たちの父親であるシド(シドニー)から、親権の譲渡を求められるジュディ。愛する子供たちとの安定した生活の為に、ジュディはロンドンでの大口の仕事を契約し、単身で渡英した。すでに身も心もボロボロで、大規模なショーの企画に怯え、不眠症でホテルをさ迷うジュディ。だが、いざショーの幕が上がると、ジュディは生来の才能を遺憾なく発揮した。大成功を続けるショー。それでも、ジュディの孤独と不安定な精神状態は変わらなかった。
1969年、ミッキー・ディーンズと5度目の結婚をするジュディ。ミッキーは献身的に次の仕事を企画したが成果は得られなかった。好評だったロンドン公演も、客とのトラブルで打ち切られた。愛する子供たちも、父親の家での落ち着いた生活を望んでいるという。ロンドンの劇場に最後にサプライズで登場し、ファンに別れを告げるジュディ。その半年後に、ジュディは47才で亡くなった。(睡眠薬の過剰摂取。事件となり自殺の可能性も取り沙汰された)

## キャスト
- ジュディ・ガーランド: レネー・ゼルウィガー
  - 十代のジュディ: ダーシー・ショウ（英語版）
- ロザリン・ワイルダー: ジェシー・バックリー - ロンドン公演でのジュディのアシスタント。
- ミッキー・ディーンズ（英語版）: フィン・ウィットロック - ジュディの新しい恋の相手。5番目の夫に。
- シドニー・ラフト（英語版）: ルーファス・シーウェル - ジュディの3番目の夫。
- バーナード・デルフォント（英語版）: マイケル・ガンボン - コンサートの興行主。
- ルイス・B・メイヤー: リチャード・コーデリー（英語版） - 映画スタジオの責任者。
- ローナ・ラフト（英語版）: ベラ・ラムジー（英語版） - ジュディとシドニーの娘。
- バート: ロイス・ピアソン（英語版） - バンドリーダー。ピアノ弾き。
- ダン: アンディ・ナイマン - ジュディの長年のファン。
- ベン: フィル・ダンスター（英語版）
- スタン: ダニエル・セルケイラ - ジュディの長年のファン。ダンの同性のパートナー。
- アスキス: アーサー・マクベイン
- ロニー・ドネガン（英語版）: ジョン・ダグリーシュ（英語版） - ジュディの代役の歌手。
- ライザ・ミネリ: ジェマ・リア＝デヴェロー（英語版） - ジュディと2番目の夫の娘。
- ノエル: デヴィッド・ルービン
- ジョーイ・ラフト: ルウィン・ロイド - ジュディとシドニーの息子。ローナの弟。
- マーガレット・ハミルトン: フェネラ・ウールガー（英語版） - 映画『オズの魔法使』の西の魔女役の女優。
- ミッキー・ルーニー: ガス・バリー - ジュディとコンビを組んだ人気俳優。

## 製作
2017年10月23日、レネー・ゼルウィガーが本作に出演することになったと報じられた。2018年2月13日、フィン・ウィットロックとジェシー・バックリーの出演が決まったとの報道があった。3月、本作の主要撮影がロンドンで始まった。
ゼルウィガーは共通の友人を介してライザ・ミネリに会おうとしたが、失敗に終わった。また、ローナ・ラフトは当時病床にあったため、ゼルウィガーは面会を断念したのだという。なお、ミネリは自身のFacebookに「私は『ジュディ』の製作を公認していないが、製作を止めるつもりもない」という趣旨のコメントを投稿している。
2019年3月25日、ガブリエル・ヤレドが本作で使用される楽曲を手掛けることになったと報じられた。

## 公開・マーケティング
2018年3月19日、本作の劇中写真が初めて公開された。5月31日、ロードサイド・アトラクションズとLDエンターテインメントが本作の全米配給権を獲得したとの報道があった。
2019年5月10日、本作のティーザー・トレイラーが公開された。7月8日、本作のオフィシャル・トレイラーが公開された。同年8月30日、本作はテルライド映画祭でプレミア上映された。9月10日には、第44回トロント国際映画祭での上映が行われた。
9月27日に劇場公開が開始された。461館での限定公開だったが初週は290万ドルの興行収入で全米7位にランクインした。翌週は1458館での公開に拡大された。

## 評価
本作は批評家から好意的に評価されている。映画批評集積サイトのRotten Tomatoesには174件のレビューがあり、批評家支持率は84%、平均点は10点満点で7.01点となっている。サイト側による批評家の見解の要約は「レネー・ゼルウィガーの迫真の演技のお陰で、『ジュディ』は多くの人々から愛されたエンターテイナーの晩年を曇りのない目で捉えることができた。そこには、ジュディ・ガーランドへの同情の念が込められている。」となっている。また、Metacriticには41件のレビューがあり、加重平均値は65/100となっている。なお、本作のCinemaScoreはA-となっている。

## 受賞
レネー・ゼルウィガーがゴールデングローブ賞、SAG賞、BAFTA賞、アカデミー賞など主要な映画賞で主演女優賞を受賞した。